# Масаки Цучихаши
Масаки Цучихаши (јап. 土橋 正樹; 23. јул 1972) бивши је јапански фудбалер.

## Каријера
Током каријере играо је за Урава Ред Дајмондс.

## Репрезентација
За репрезентацију Јапана дебитовао је 1996. године.

## Статистика
| Јапан  | Јапан | Јапан |
| Год.   | Ута.  | Гол.  |
| ------ | ----- | ----- |
| 1996   | 1     | 0     |
| Укупно | 1     | 0     |